# 林正之助
林 正之助（はやし しょうのすけ、1899年〈明治32年〉1月23日 - 1991年〈平成3年〉4月24日）は、吉本興業元会長・社長。興行師、芸能プロモーター。
風貌、豪快な性格からあだ名を「ライオン」と呼ばれていた。

## 経歴・人物

### 興行師として
兵庫県明石市出身で、大阪府大阪市北区育ち。米穀商を営んでいた林豊次郎の長男として出生。母親は林ちよ、姉は吉本興業創業者の吉本吉兵衛（後に泰三と改名）の妻の吉本せい。弟は旧吉本興業株式会社（初代東京吉本）の社長を務めた林弘高。実子は林マサで、その夫（娘婿）は林裕章。
1917年、18歳の時に吉本興業の前身、吉本興行部に入社し、19歳で総監督となった。1948年に吉本興業合名会社が株式会社に改編されたのを機に、初代の社長に就任。1950年に初代会長に就任していた姉吉本せいの死に伴い、会長も兼務した。1963年に体調を崩し、大阪大学医学部附属病院に入院、持病の糖尿病と膀胱の疾患と診断され、やむを得ず社長から一旦退き、弟の弘高に譲る。1970年に弘高が脳梗塞で半身不随となり、社長に復帰した。1973年には再び社長を退いたが、1986年にはまたも社長に復帰し、1991年に死去するまで社長を務めた。
初代桂春團治・横山エンタツ・花菱アチャコ等の多くの芸人を育て上げ、なんば花月、うめだ花月等の劇場もオープンさせるなど、吉本興業を日本最大手の芸能事務所に発展させた。
吉本興業と松竹は、1935年に演芸に関する協定を結んでいたが、1939年に正之助が松竹のライバル社である東宝の重役に就任すると態度を硬化、新たに傍系の新興キネマに演芸部を設立して対抗。この時期、芸人の大量引き抜きを行った新興演芸の動向も絡んで新聞に「抗争」と書かれるほど業界内は混乱状態に陥った。松竹系とは脅す行為を含めて、引抜きを禁止するなど激しく対立。このことは第二次世界大戦後まで尾を引き、正之助自身の死去までは、松竹芸人と自社の芸人をテレビで共演させることは少なかった。
1968年1月11日、当時の山口組組長・田岡一雄と組んでレコード会社を乗っ取ろうとした容疑で兵庫県警に逮捕されている。
1991年4月24日に大阪厚生年金病院で心不全のため死去。92歳没。日本の芸能プロモーターとしては当時最高齢であり、その長寿をまっとうした。
死去する3か月前まで劇場運営等などを指揮をした。密葬が千里会館で、社葬は自身が愛したなんばグランド花月（NGK）で行われた。墓所は豊中市の服部霊園にある。

### 芸能プロモーターとしての評価
タレントや芸人の扱い、会社経営の全般を取り仕切り、興行師としての職務なども上手く、関西はもとより日本の芸能界・お笑い界に対して多大な影響力を持っていた事で知られている。また、創業者の吉本吉兵衛の死去後は、その未亡人で正之助の姉でもある吉本せいのもとで、社長・会長に就任する以前から正之助が吉本興業の経営権を事実上握っていたともいわれる。
「ビートルズを呼んだ男」であるキョードー東京の永島達司は、二周りほど年の離れた自分に対しても丁寧な態度で接してくる田岡と林の態度にも敬意を持ったが、自分たちと客の間の世代の感覚のズレを的確に認識し、その上で周囲に意見を求めるスマートな人物として後のインタビューでもこの二人を賞賛している。

## 演じた俳優
テレビドラマ
- 竜雷太『西川ヘレン物語』（1987年1月4日 関西テレビ　花王名人劇場枠）、『ヘレンときよしの物語』（2006年8月29日 日本テレビ DRAMA COMPLEX枠）
- 沢田研二『にっぽん笑売人』（1988年　関西テレビ　花王名人劇場枠）
- 桂三枝（現・六代目桂文枝）『桂三枝が書いた、サスペンス吉本興業〜吉本興業殺人事件〜』（1988年、火曜スーパーワイド （ABC/テレビ朝日系））
- 松方弘樹『俺は浪花の漫才師　笑わせまっせ泣かせまっせ!波瀾万丈の51年を生きた最後の芸人』（1997年、MBS/TBS系）
- 濱田岳『わろてんか』（2017年 - 2018年 NHK連続テレビ小説） - 正之助をモデルとした人物。役名は「武井風太」。

舞台公演
- 鎌苅健太『吉本百年物語 大将と御寮ンさん・二人の夢』（2012年）
- 六角精児『吉本百年物語 キミとボクから始まった』（2012年）
- 間寛平『吉本百年物語 舶来上等、どうでっか?』（2012年）
- 小籔千豊『吉本百年物語 笑う門には、大大阪』（2012年）
- 山内圭哉『吉本百年物語 わらわし隊、大陸を行く』（2012年）
- ぼんちおさむ（ザ・ぼんち）『吉本百年物語 焼け跡、青春手帖』（2012年）
- 島田一の介『吉本百年物語 これで誕生! 吉本新喜劇』（2012年）[3]
- 逢坂じゅん『吉本百年物語 爆発! MANZAIが止まらない』（2013年）
- 江口直彌『吉本百年物語 アンチ吉本・お笑いレボリューション』『吉本百年物語 百年感謝 これからもよろしく』（2013年）
- 亘健太郎（フルーツポンチ）『吉本百年物語 百年感謝 これからもよろしく』（2013年）
- 市川月乃助『笑う門には福来たる〜女興行師 吉本せい〜』（2016年）
- 喜多村緑郎（※市川月乃助より改名）『笑う門には福来たる〜女興行師 吉本せい〜』（2019年）

## エピソード
- 日本プロ野球草創期、大日本東京野球倶楽部（現在の読売巨人軍）結成に吉本興業が関わった縁があり、吉本興業は第二次世界大戦終戦後の1947年まで読売巨人軍の経営に参画していた。その為、林正之助は吉本から派遣されて読売巨人軍の役員を務めていた。
- 大正テレビ寄席打ち切りの一件と、自身の山口組との黒い交際で永六輔から非難された。
- 1959年、過労で肺炎になり入院中の大村崑を当時高価なメロンを持って見舞いに行った。その際、吉本興業との契約の話を申し出たが「これからは仕事をセーブせな又、倒れるから」と大村が断ると「メロンを持って行って断られたのはあんたが初めてや」と言われている。諦めきれず（うめだ花月劇場の開館当初の客寄せの為）花登筺を通じて契約。しかしギャラ問題で契約は短期に終わる。その後、吉本と疎遠になっていた大村だが（会長の）晩年に「崑ちゃん、あの時は悪い事したなー」と話す会長と抱き合って再会している。
- 横山やすしを可愛がり、やすしがトラブルを起こした時もかばい続けた。しかしやすしが吉本との契約解消に至った時は、「反省の色が無い。これ以上面倒見切れんし、世間も許さんでしょう」とコメントした。
- 親子ほど年が違う笑福亭仁鶴に対して、大物芸人にも呼び捨てで接していた正之助が「さん」付けで呼んでいた。これは仁鶴がテレビ、ラジオ、映画と様々なメディアに吉本の顔として出演し、「吉本の礎を作った」と言われるほど貢献していたことから。
- 自社の社員を野良犬、所属芸人をゴキブリと呼んでいた。吉本興業に謎の10億円の収入が発覚した際に、国税局から「税金は納められているので社員にボーナスとして分けてはどうか」という提案された際には、「あんな野良犬共にあげる金はない」と言い、会社前の道路修繕に使用した[4]。
- ダウンタウンが東京進出する前になんばグランド花月で漫才を公演した時、浜田雅功が冗談で「会長の杖は殴るために持っている」と言った後に、公演後に「人を殴る為に持ってへんぞ」と突っ込みを入れた。また、ダウンタウンは「自分たちは会長が最後に目をかけた芸人だった」と述べている。こうした林との関係性をネタにしたコントもあり「林が入院中の病院に見舞いに訪れたダウンタウンを、林がベッドへ呼び寄せ「浜田、見てみぃ。ワシ、ペースメーカーつけとんねん」と浜田に見せると、浜田はそのスイッチを密かに弱にした（林を殺害しようとした）と松本がうそぶき、浜田が「なら普段は(スイッチの位置は)強なんかい！？」と突っ込む」という物がある。
- なんばグランド花月の完成から亡くなる3か月前まで、毎日行われる興行を視察した。
- 当時の部下だった木村政雄が劇場の興行システムを10日ごとから7日ごとに変更することを直訴したところ一発返事で承認した[5]。
- 自身の一代記を描いた「にっぽん笑売人」で冒頭とエンディングに出演。自身を演じた沢田研二等と対談した。最終回前にナレーションの桂三枝（現・六代目桂文枝）と自身の銅像前で対談し、三枝に「わしの銅像の隣に、お前の銅像も作ったるわ」と笑いながら話した。なお、未だに三枝の銅像は作られていない。
- レコード会社乗っ取り未遂を起こした際には相手方の会社に乗り込んで、「わしが田岡親分に電話一本連絡すれば、山口組の300人の兵隊が来て血の雨を降らすぞ」と息巻いた。
- 晩年、フジテレビから吉本へ移籍してきたばかりの横澤彪に向かって「こんなん（新入社員）が（会社に）入ってきたら日本はつぶれまっせ」と落胆した。これは横澤によると、バブル景気が盛んな時期に男が女の便利な遊び道具にされ、結果使い捨てられるところを偶然見ていたからとの事で、これを見た林は悔しくてたまらなかったとのこと。
- 身だしなみやファッションを大事にし10代のころから当時では珍しくモダンのスーツやピシッと決めたヘアースタイルであった、また愛用の帽子はボルサリーノであった、またプロモーターでは珍しくポートレート（プロマイド）を作り名刺代わりに関係者に配っていた。戦後は気に入った芸人や頑張ってる芸人はネクタイを配るのが恒例であった。

## 関係項目・人物
家族
- 吉本せい
- 林裕章

部下
- 吉野伊佐男
- 中邨秀雄
- 木村政雄
- 大﨑洋

その他
- 橋本鐵彦
- 八田竹男

劇場関係
- 吉本新喜劇
- なんばグランド花月
- なんば花月
- うめだ花月
- 京都花月
- 心斎橋筋2丁目劇場

## 参考資料
- 吼えて躍らせて - 竹本浩三によるドキュメンタリー小説